# Une autre vie
Une autre vie (en español: Otra vida), también conocida como Lovers, es una película  romántica francesa, escrita y dirigida por Emmanuel Mouret. Intervienen las actrices y actores siguientes: Joeystarr, Virginie Ledoyen y Jasmine Trinca.

## Sinopsis
Aurore es una pianista y concertista profesional. Tras la muerte de su padre, se ve incapaz de seguir dando conciertos y se marcha con su hermano Paul, su manager y mano derecha, al sur de Francia, a la casa familiar para revisar el legado de su padre. Allí Aurora conoce a Jean, instalador de alarmas que viene para hacer algunos arreglos. Mientras que su hermano Paul intenta en vano presionarla para que vuelva a tocar, el amor entre Aurore y Jean es cada vez más claro. Gracias a esta historia de amor, Aurore recupera su amor por el piano. Sin embargo, Jean no es un hombre libre. Su pareja, Dolores, es una mujer que siente por él sentimientos extremos y está dispuesta a hacer cualquier cosa para mantenerlo cerca de ella.

## Reparto
- JoeyStarr: Jean
- Virginie Ledoyen: Dolorès
- Jasmine Trinca: Aurore
- Stéphane Freiss: Pablo
- Ariane Ascaride: Claudine
- Clément Rousset: Thomas

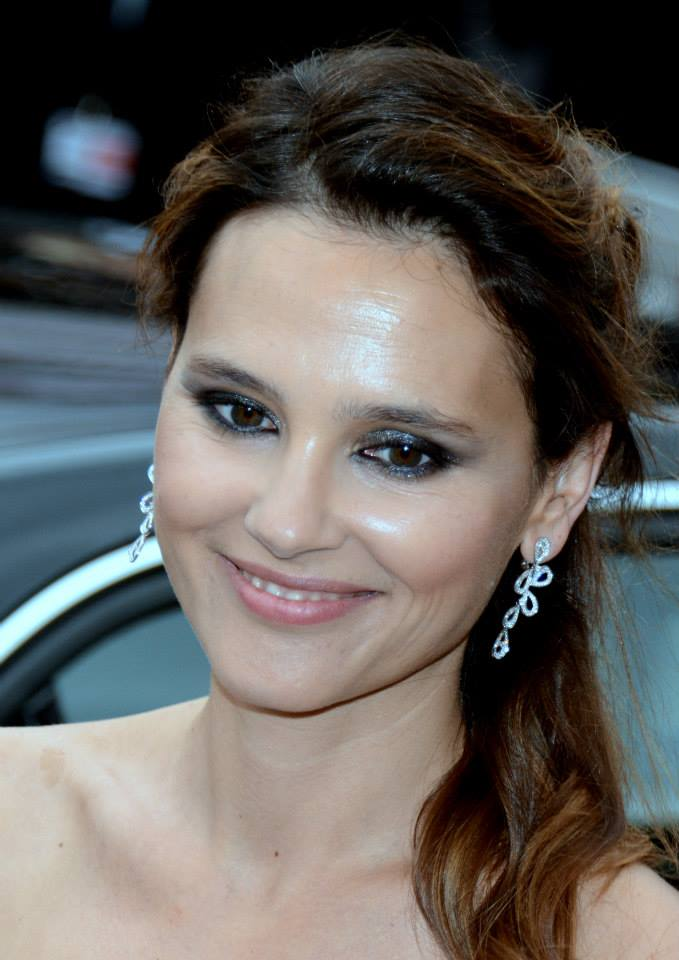
La actriz Virginie Ledoyen en el Festival de Cannes 2013.

- Thibault Vinçon:  joven compositor
- Bernard Verley: doctor